# Konsultativer Landesausschuss Piesch II
Der Konsultative Landesausschuss Piesch II bildet die provisorische Kärntner Landesregierung ab dem 6. Juni 1945 und folgte damit der Provisorischen Landesregierung unter Hans Piesch nach. Der Konsultative Landesausschuss amtierte bis zum 25. Juli 1945 und wurde von der Provisorischen Landesregierung Piesch III abgelöst.
Dem Konsultativen Landesausschuss gehörten zwölf Mitglieder an, wobei die Sozialistische Partei Österreichs (SPÖ) den Vorsitzenden und drei weitere Mitglieder stellte. Der Landbund (LB), die Christlichsoziale Partei (CS) und die Kommunistische Partei Österreichs (KPÖ) stellte zudem je zwei Mitglieder, zudem gehörte dem Ausschuss ein Vertreter der Kärntner Slowenen und ein parteiloser Vertreter an. Die Vertreter des Landbundes und der Christlichsozialen Partei wurden ab dem 5. Juli der Österreichischen Volkspartei (ÖVP) zugerechnet.

## Regierungsmitglieder
| Amt          | Name              | Partei                          | Referate |
| ------------ | ----------------- | ------------------------------- | -------- |
| Vorsitzender | Hans Piesch       | SPÖ                             |          |
| Mitglied     | Wolfram Enzfelder | SPÖ                             |          |
| Mitglied     | Hans Herke        | SPÖ                             |          |
| Mitglied     | Ferdinand Wedenig | SPÖ                             |          |
| Mitglied     | Hans Ferlitsch    | LB                              |          |
| Mitglied     | Josef Glantschnig | LB                              |          |
| Mitglied     | Hans Amschl       | CS                              |          |
| Mitglied     | Hans Großauer     | CS                              |          |
| Mitglied     | Josef Hany        | KPÖ                             |          |
| Mitglied     | Albin Tschofenig  | KPÖ                             |          |
| Mitglied     | Thomas Suppanz    | Vertreter der Kärntner Slowenen |          |
| Mitglied     | Julius Santer     | parteilos                       |          |